# Dolina (Łódź)
Pour les articles homonymes, voir Dolina.
Dolina est une localité polonaise de la gmina de Czastary, située dans le powiat de Wieruszów en voïvodie de Łódź.